# Höchstädt im Fichtelgebirge
Höchstädt im Fichtelgebirge est une commune de Bavière (Allemagne), située dans l'arrondissement de Wunsiedel im Fichtelgebirge, dans le district de Haute-Franconie.